# Mariquita-vermelha
Mariquita-vermelha (Cardellina rubra) é uma pequena ave passeriforme da família Parulidae, endêmica às terras altas do México, ao norte do istmo de Tehuantepec. É mais próxima filogeneticamente da mariquita-de-cabeça-rosa, que habita o sul do México e a Guatemala, com quem forma uma superespécie. Tem três subespécies, encontradas em populações disjuntas, que diferem principalmente na cor da mancha de seus entornos dos ouvidos e no tom do brilho e coloração de sua plumagem corporal. O adulto é vermelho brilhante, com uma mancha branca ou cinza no entorno do ouvido, dependendo das subespécies; os pássaros jovens são marrom-rosados, com uma mancha esbranquiçada no entorno do ouvido e duas barras de asa pálidas.
A reprodução ocorre tipicamente entre fevereiro e maio. A fêmea põe três ou quatro ovos num ninho cupulado, que ela constrói no chão. Embora ela incube sozinha os ovos, ambos os sexos alimentam a cria e removem os sacos fecais do ninho. O filhote guarnece-se de penas dentro de 10 a 11 dias após a eclosão. A mariquita-vermelha é um insetívoro, ela colhe primariamente de arbustos de sub-bosques. Apesar de este pássaro ser considerado uma espécie em estado pouco preocupante pela União Internacional para a Conservação da Natureza (IUCN), pensa-se que seus números estão diminuindo devido à destruição de seu habitat.

## Taxonomia

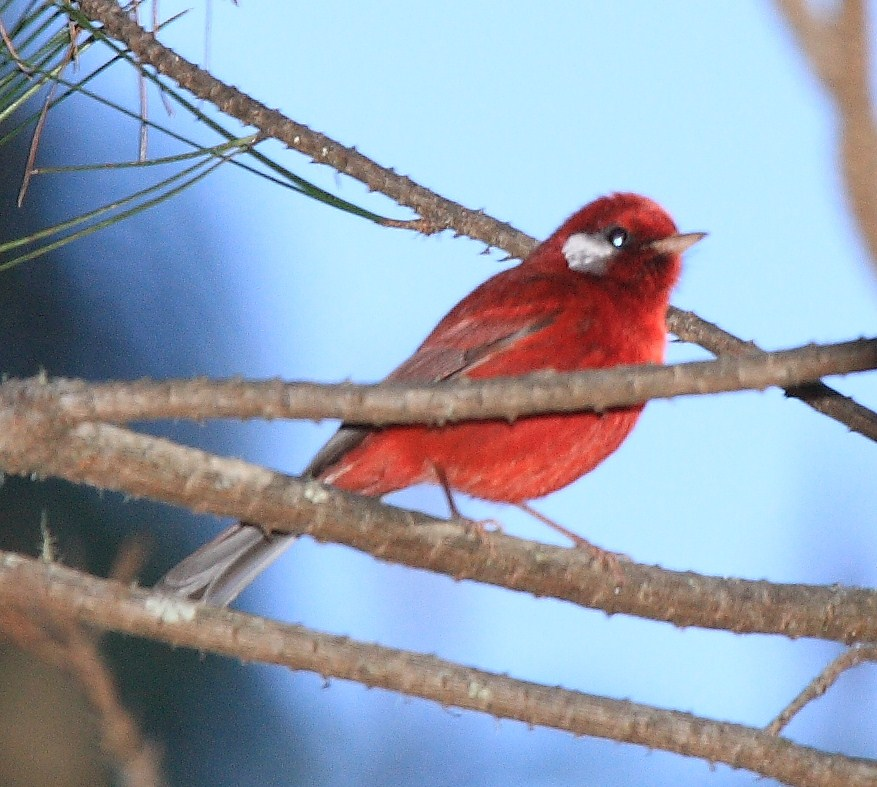
A subespécie C. r. rubra tem uma mancha branca no entorno do ouvido, em vez de cinza.

O joalheiro e naturalista inglês William Bullock e seu filho viajaram ao México logo após sua independência, gastando seis meses coletando artefatos arqueológicos e várias espécies de pássaros e peixes novas para a ciência em 1823. Os espécimes de pássaros foram dados ao naturalista William John Swainson, seu compatriota, para descrevê-las formalmente, o que ele fez em 1827. Dentre esses estava a mariquita-vermelha, que foi atribuída ao gênero Setophaga, como Setophaga rubra. Pela próxima metade de século, outras autoridades moveram-na ao gênero Cardellina, junto à mariquita-de-cara-vermelha, e ao difundido gênero de parulídeos tropicais Basileuterus, bem como ao gênero de toutinegras, Sylvia e ao gênero Parus. Em 1873, os naturalistas ingleses Philip Lutley Sclater e Osbert Salvin moveram a espécie ao gênero Ergaticus, em que permaneceu por mais de um século.
A mariquita-vermelha forma uma superespécie com a mariquita-de-cabeça-rosa de Chiapas e Guatemala. Apesar de seus raios habitacionais disjuntos e plumagens consideravelmente diferentes, as duas espécies algumas vezes foram consideradas coespecíficas. Inversamente, também tem sido sugerido que a mariquita-vermelha deveria ser dividida entre uma espécie do norte que tem entorno do ouvido cinza (C. melanauris) e uma espécie do sul com entorno do ouvido branco (C. rubra). Um abrangente estudo de 2010 de Irby Lovette e colaboradores analisando o DNA nuclear e mitocondrial dos parulídeos descobriu que as mariquitas vermelhas e de cabeça-rosa são as espécies mais próximas uma da outra e que seu ancestral comum divergiu de uma linhagem que deu origem à mariquita-de-cara-vermelha. Os autores recomendaram a moção das mariquitas vermelha e de cabeça-rosa ao gênero Cardellina, uma sugestão que tem sido adotada pela União Ornitológica Internacional (IOC).
Há três subespécies, que diferem levemente em aparência:
- C. r. rubra, descrita por Swainson em 1827, tem manchas brancas no entorno do ouvido e é encontrada do sul de Jalisco e sul de Hidalgo ao Oaxaca.[12]
- C. r. melanauris, originalmente descrita e nomeada pelo ornitologista americano Robert Thomas Moore em 1937 como Ergaticus ruber melanauris,[13] tem manchas cinza-escuro no entorno do ouvido e partes superiores, de algum modo mais escarlate que C. r. rubra.[8] O nome subespecífico é derivado do grego antigo melan- "preto, escuro",[14] e do latim auris "entorno do ouvido, orelha".[15] É encontrada do sudoeste do Chihuahua ao norte de Nayarit.[12]
- C. r. rowleyi foi originalmente descrita e nomeada por R. T. Orr e J. D. Webster em 1968 como Ergaticus ruber rowleyi, em honra de J. Stewart Rowley, um pesquisador associado à Academia de Ciências da Califórnia.[16] Tem manchas brancas no entorno do ouvido e partes superiores em tom vermelho-rubi (o mais brilhante entre as três subespécies), e é encontrada na Serra Madre do Sul, de Guerrero ao sul de Oaxaca.[8]

O nome oficial "mariquita-vermelha" foi designado pela IOC. É uma referência direta à sua cor. O nome do gênero Cardellina é o diminutivo do italiano cardella, um nome regional para o pintassilgo, enquanto seu nome específico, rubra, é latim para "vermelho, rubro".

## Descrição

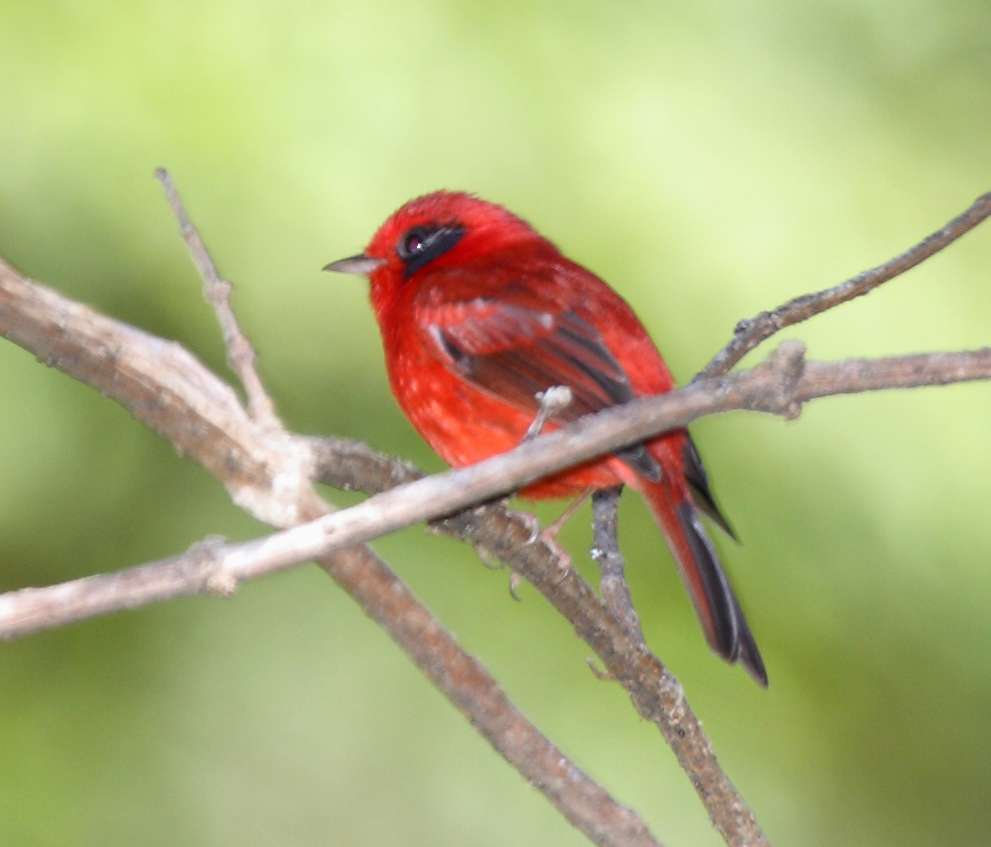
Subsp. melanauris por baixo.

A mariquita-vermelha é uma pequena passeriforme, medindo de 12,5 a 13,5 cm (4,9 a 5,3 polegadas) de comprimento,  e pesando de 7,6 a 8,7 g. O adulto é completamente vermelho, com uma mancha auricular cinza-escuro ou branca (dependendo da subespécie) em cada lado de sua cabeça. Suas asas e cauda são de um vermelho ligeiramente mais escuro, fusco, com bordas em vermelho-rosado. Suas pernas são marrom-avermelhadas, e seu bico é fino e cinza-rosado com uma ponta escura. A íris é castanha escura a enegrecida. A plumagem varia pouco entre os sexos, embora a fêmea tenda a ser um pouco mais monótona ou mais alaranjada. Pares adultos separam-se e trocam as penas totalmente a partir de agosto, após a época de reprodução.
A mariquita-vermelha adulta é dificilmente confundida com qualquer outra espécie de ave em seu habitat; o sanhaçu-escarlate e o sanhaço-vermelho têm a plumagem similar, primariamente vermelha, mas são maiores, com bicos cônicos grossos.
Quando jovem, a mariquita-vermelha é marrom-rosada com uma mancha auricular esbranquiçada. Seu rabo e suas asas mais escuros possuem bordas rosadas-canela, com duas barras laterais mais claras na primeira.

### Canto
A mariquita-vermelha tem vários cantos comuns, incluindo um alto e fino tsii e um, mais forte, pseet. Seu canto é uma mistura de curtos trinados e mais ricos gorjeios, intercalados com notas agudas. Ao contrário de outras espécies na mesma zona habitacional, tende a cantar apenas em manhãs de bom tempo durante a época reprodutiva. Não canta em climas anuviados, indiferentemente da estação.

## Distribuição ehabitat
Endêmica às terras altas do México ao norte do Istmo de Tehuantepec, a Cardellina rubra tem três populações distintas que correspondem às três subespécies: do sudoeste de Chihuahua ao norte de Nayarit, do sul de Jalisco e do sul de Hidalgo a Oaxaca e de Guerrero ao sul de Oaxaca na Sierra Madre del Sur. É bastante comum no interior do país e nas encostas adjacentes, onde surge em altitudes que vão desde 1 800 a 3 900 metros acima do nível do mar; não ocorre ao longo de qualquer costa. É um migrante altitudinal, movendo-se de florestas de pinheiros de alta umidade ou semiúmidos, carvalhos e abetos na época de acasalamento, para elevações mais baixas, muitas vezes em florestas de carvalhos, no inverno. Está entre as mais comuns das pequenas aves em seu habitat de floresta, perdendo apenas para Regulus satrapa, de acordo com estudo realizado em florestas de abetos, e é a terceira mais comum em florestas de coníferas de carvalho, de acordo com outro estudo.
Embora a espécie tenha sido registrada no Texas no final do século 19, não há muita credibilidade para o local registrado, e não há evidências sólidas de que ela tenha ocorrido lá. Ela se desviou para o norte até o sudeste do Arizona, onde um pássaro foi encontrado no Monte Lemmon em 2018.

## Comportamento
Embora ocasionalmente se junte a bandos de espécies mistas, a mariquita-vermelha é mais tipicamente encontrada sozinha ou em pares. As jovens provavelmente escolhem companheiros no outono de seu primeiro ano, e os casais permanecem juntos o ano todo, exceto durante um estado climático severo e durante a muda de pós-reprodução.

### Reprodução
A mariquita-vermelha se reproduz principalmente no início da primavera, de fevereiro até maio, apesar de pelo menos um ninho contendo jovens ter sido encontrado até o final de junho. No final de fevereiro, o macho estabelece um território com uma média de 40 metros quadrados, defendendo-o com o canto. Outros machos podem se intrometer voando silenciosamente a uma altura de cerca de 3 metros (10 pés) e de volta ao seu próprio território. Incursões profundas resultam em combate, após o qual o intruso geralmente sai. A partir de meados de março, o macho corteja a fêmea perseguindo-a pela vegetação rasteira. O par então se empoleira enquanto o macho canta e a fêmea chama suavemente. A fêmea sozinha constrói o ninho, uma tarefa que normalmente leva de 4 a 6 dias. Ela escolhe uma área iluminada pelo sol, como uma área de colheita, a borda escorregadia de uma trilha ou curso de água ou uma pequena clareira, por sua localização. Muito bem tecido de plantas, o ninho é oculto na vegetação do solo e ancorado nas hastes da vegetação circundante. O ninho, que geralmente é em forma de forno, com uma entrada para o lado ou para cima, mede aproximadamente 15 cm (5,91 in) de largura por 18 cm (7,09 in) de comprimento por 11 cm (4,33 in) de altura. Volumoso e desordenado do lado de fora, ele é tipicamente construído principalmente de agulhas de pinheiro mortas e gramas mortas, embora líquens cinzentos, musgo verde, folhas mortas, pedaços de casca e pontas de folhas de samambaia também sejam usados; a maioria desses materiais é coletada do chão perto do ninho, embora alguns sejam colhidos de galhos baixos ou mais distantes. Alguns ninhos são apenas "xícaras", faltando o telhado das estruturas mais típicas. No interior, o ninho é arrumado e compacto, forrado com gramas finas e penugem de plantas, que geralmente são recolhidas a alguma distância do ninho.
No início da época da reprodução, pode haver um intervalo de até 11 dias entre a conclusão do ninho e a colocação do primeiro ovo. Mais tarde na temporada, esse tempo diminui para que o primeiro ovo seja colocado assim que o ninho estiver pronto. A fêmea normalmente coloca três ovos, embora ninhadas de até quatro tenham sido registradas. Os ovos, que são descritos como rosa pálido, com manchas marrons uniformemente distribuídas ou brancos com manchas cor de canela e de ferrugem densamente tocando a extremidade maior do ovo, medindo 16–17 mm (0,63–0,67 in) por 13 mm (0,51 in) e pesando 1–1,4 g (0,035–0,049 oz). A fêmea sozinha incuba os ovos por 16 dias; o macho nem chega perto do ninho até vários dias após a eclosão dos ovos. Ela se senta de frente para a parede do fundo do ninho, com a cabeça e o corpo protegidos pelo teto e a cauda saindo pela abertura. Ela fica firme na aproximação do perigo, tipicamente não voando até que um predador em potencial realmente faça contato com o ninho.

### Alimento e alimentação

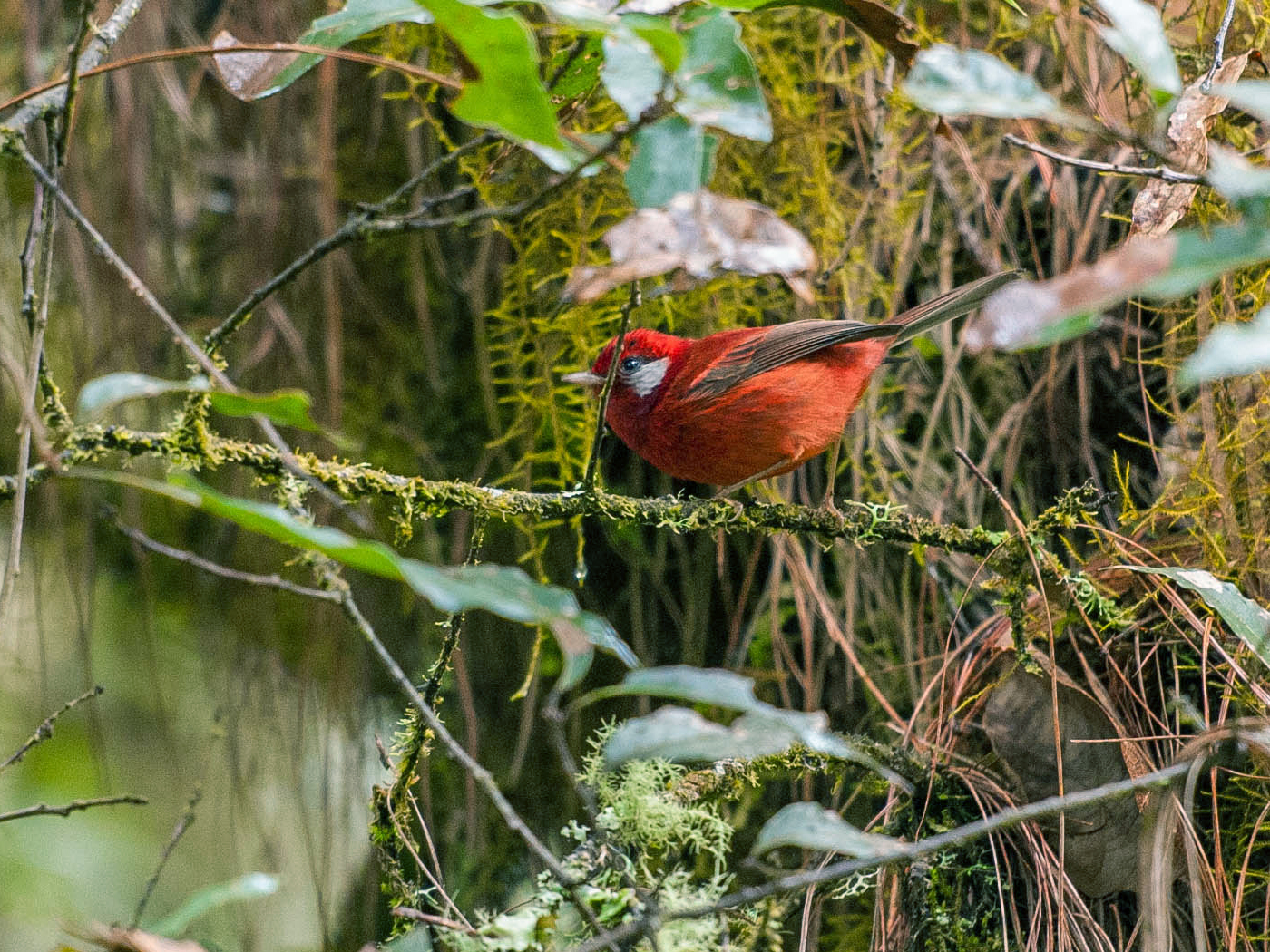
Uma mariquita-vermelha em seu habitat típico.

A mariquita-vermelha é um insetívoro. Ela colhe principalmente de arbustos de sub-bosque em níveis baixos a médios, movendo-se lenta e deliberadamente através de áreas mais abertas da vegetação, e se alimentando com golpes rápidos em rachaduras da casca e entre os ramos de pinheiros. Por vezes paira brevemente para alimentar-se em aglomerados de agulhas de pinheiro, uma técnica de forrageamento conhecida como "hover gleaning". Embora não tenha adaptações óbvias para escalar, faz isso regularmente em busca de presas em casca e epífitas em galhos, muitas vezes pendurada de cabeça para baixo enquanto procura o alimento. Em áreas de crescimento decíduo, normalmente efetua capturas aéreas, fazendo breves investidas aéreas a partir de um poleiro em busca de insetos voadores. Embora raramente se associe a bandos de espécies mistas, muitas vezes alimenta-se com outras aves sem sinais de conflito, não demonstrando hostilidade em relação a outras espécies — como a mariquita-cinza (Myioborus miniatus) — com a qual compete. Foi observada perseguindo um caçador aéreo do gênero Empidonax. Sua área forrageira é bastante pequena, muitas vezes totalizando apenas algumas dezenas de metros quadrados por dia. No final da tarde, sua taxa de forrageamento declina e repousa, muitas vezes com breves cochilos, no sub-bosque da floresta. Embora geralmente não se alimente depois do pôr do sol, pode fazê-lo para aproveitar as fontes alimentares transitórias, como a eclosão da Neuroptera.

### Parasitismo e predação
A mariquita-vermelha é presumivelmente caçada por pequenos falcões, como o gavião-miúdo, e seus ninhos atacados por carriças, roedores, guaxinins, gatos selvagens e cobras. Isospora cardellinae é uma espécie de protozoário que foi isolada de uma mariquita-vermelha do Parque Nacional Nevado de Toluca, no México. É um parasita que vive nas células das vilosidades do intestino delgado da ave.

### Toxicidade
No século XVI, o frade Bernardino de Sahagún reportou que um pássaro vermelho, coincidindo com a descrição da mariquita-vermelha, foi considerado incomestível pelos Astecas. Os pesquisadores Patricia Escalante e John W. Daly isolaram dois alcaloides em investigações preliminares das penas. A presença desses alcaloides dão ao pássaro um gosto desagradável, com o que os humanos a consideram incomestível, tornando-a uma ave tóxica.

## Conservação e ameaças
A mariquita-vermelha atualmente é classificada como uma espécie pouco preocupante pela União Internacional para a Conservação da Natureza. Apesar de haver evidência de que seus números estão diminuindo, o declínio não está sendo precipitoso — isto é, o declínio é de 30% ao longo de dez anos ou três gerações — e a população continua muito grande, com estimativas variando de 50 000 a 500 000 pássaros. As áreas florestadas em que ocorre incluem alguns dos habitats mais ameaçados do México; desmatamento, expansão agrícola, coleta de lenha, construção de estradas, desenvolvimento turístico, sobrepastoreio e urbanização intensiva estão entre os vários fatores que estão contribuindo para a destruição das florestas. Há alguma evidência de que o desmatamento seletivo em florestas de pinheiros pode verdadeiramente favorecer esta espécie, que prefere áreas mais abertas e iluminadas pelo sol para reproduzir.